# Schlechtnau
Schlechtnau ist seit 1. April 1972 ein Stadtteil der Stadt Todtnau im baden-württembergischen Landkreis Lörrach.

## Geographie
Der Ort ist ein Streudorf in der Talaue des Wiesentals und liegt rechts und links der Wiese und der Bundesstraße 317 zwischen den Erhebungen Rabenfelsen (842 m) und Kressel (776 m).
Im Ort mündet das am Hasenhorn entspringende Grünbächle von Osten in die Wiese – ebenso am südlichen Ortsende der Kastelbach.
Zum Stadtteil Schlechtnau gehört der Wohnplatz Kressel.
Schlechtnau grenzt im Norden an die Gemarkung von Todtnau, im Osten und Süden an jene des Todtnauer Stadtteils Geschwend und im Westen an die Gemeinde Utzenfeld.

## Geschichte

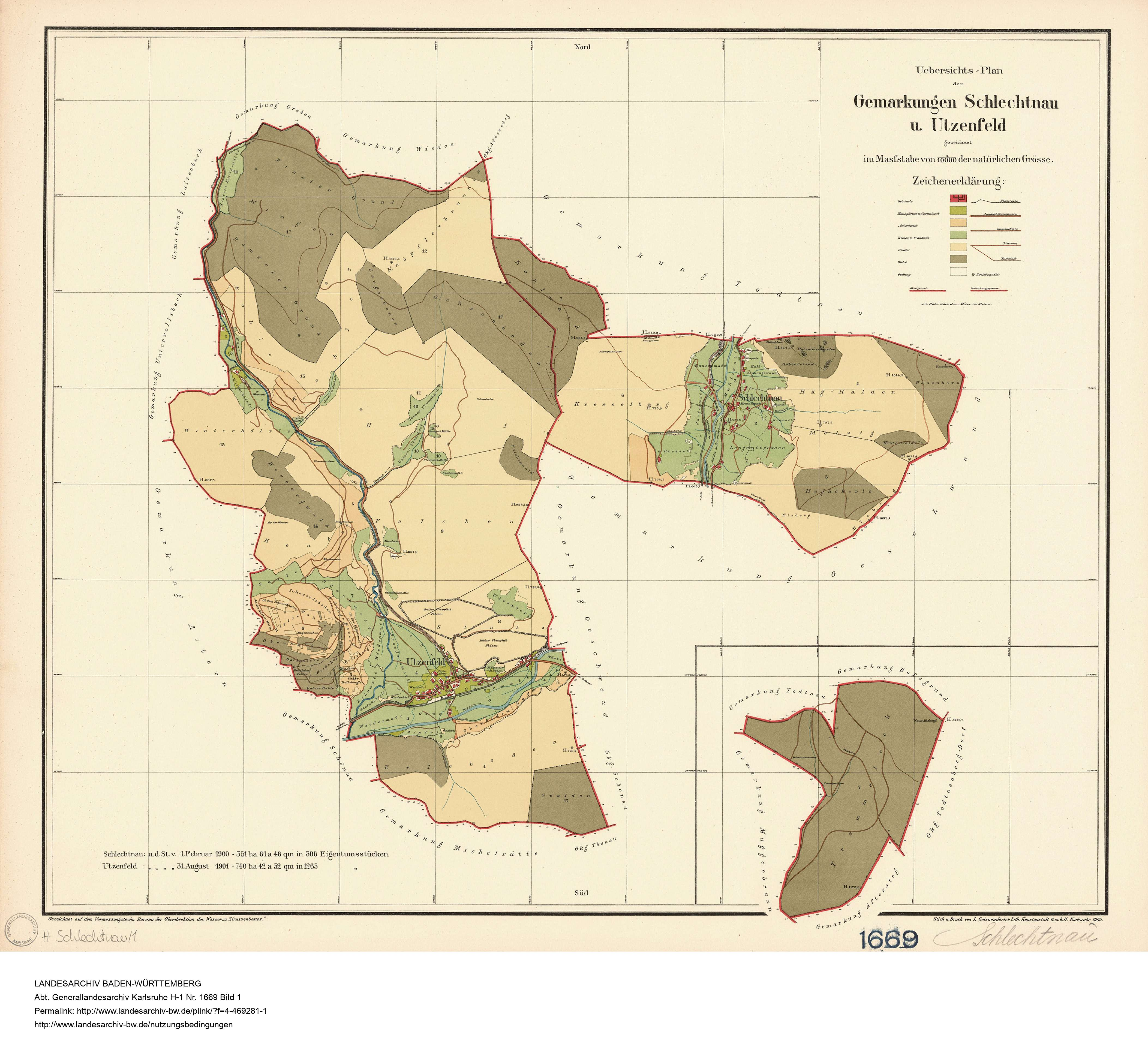
Plan der Gemarkung Schlechtnau (1900)

Die älteste bekannte Nennung des Namens ist in einer Urkunde des Klosters Sankt Blasien zu finden und datiert von 1288.
Die Bezeichnung Sclehlop ist vom althochdeutschen Wort slêha (= Schlehdorn) abgeleitet,
Schlechtnau gehörte zur sanktblasianischen Talvogtei Todtnau, die wiederum vom vorderösterreichischen Waldvogt verwaltet wurde, da das Kloster zu den Breisgauer Landständen gehörte und die Landeshoheit bei den Habsburgern lag.
Durch den Reichsdeputationshauptschluss kam der vorderösterreichische Breisgau an das kurzlebige Herzogtum Modena-Breisgau, das alsbald wieder an das Haus Habsburg vererbt wurde. Durch den Frieden von Pressburg kam dieses Herzogtum 1806 an das Kurfürstentum Baden, das noch im gleichen Jahr von Napoleon zum Großherzogtum Baden gemacht wurde. Das Großherzogtum schuf in der Verwaltungsreform von 1807 das Bezirksamt Schönau, dem auch Schlechtnau zugeordnet wurde. Nach der Auflösung dieses Bezirksamtes 1924 wurde das Bezirksamt Schopfheim für Schlechtnau zuständig. 1809 wurde die Talvogtei Todtnau aufgelöst und die bisher zugehörigen Orte – und damit auch Schlechtnau – wurden selbstständige Gemeinden. Das Amt Schönau wurde 1938 tatsächlich aufgelöst und der Ort dem Bezirksamt Lörrach zugeordnet und verblieb auch bei dem 1939 neu gebildeten Landkreis Lörrach.
Am 1. April 1972 wurde Schlechtnau als erster Ort der ehemaligen Talvogtei nach Todtnau eingemeindet.

### Einwohnerentwicklung
Die Zahl der Einwohner von Schlechtnau entwickelte sich wie folgt:
| Jahr | Einwohner |
| ---- | --------- |
| 1852 | 266       |
| 1871 | 273       |
| 1880 | 274       |
| 1890 | 290       |
| 1900 | 293       |
| 1910 | 272       |
| 1925 | 298       |

| Jahr | Einwohner |
| ---- | --------- |
| 1933 | 241       |
| 1939 | 235       |
| 1950 | 279       |
| 1956 | 278       |
| 1961 | 297       |
| 1970 | 252       |
| 2020 | 362       |

## Religion
Als vorderösterreichische Landschaft blieb die Talvogtei Todtnau und damit auch Schlechtnau römisch-katholisch. Noch heute ist der dominierende Anteil der Bevölkerung katholisch.
Die Zugehörigkeit zu den Religionsgemeinschaften verteilte sich in der Vergangenheit wie folgt:
| Jahr | Religion    | Religion   | Religion |
| Jahr | evangelisch | katholisch | sonstige |
| ---- | ----------- | ---------- | -------- |
| 1858 | 0,0 %       | 100,0 %    | 0,0 %    |
| 1925 | 6,0 %       | 94,0 %     | 0,0 %    |
| 1950 | 6,5 %       | 92,8 %     | 0,7 %    |
| 1961 | 8,4 %       | 90,6 %     | 1,0 %    |
| 1970 | 2,0 %       | 96,8 %     | 1,2 %    |

## Politik

### Eingemeindung
Nachdem am 29. August 1971 eine Bürgeranhörung über den Anschluss der Gemeinde an die Stadt Todtnau zu einer Ablehnung des Anschlusses führte, kam es am 20. Februar 1972 zu einer weiteren Bürgeranhörung. Von 138 abgegebenen Stimmen waren 119 für die freiwillige Eingliederung.
Nach Zustimmung der Gemeinderäte von Schlechtnau und Todtnau folgte am 3. März 1972 der offizielle Erlass des Regierungspräsidiums Freiburg und der Anschluss an Todtnau wurde per 1. April 1972 wirksam.

### Ortschaftsrat
Die Gemeindeordnung (GeO) Baden-Württemberg regelt die Ortschaftsverfassung in den §§ 67–76.
Die Stadt Todtnau hat auf dieser Grundlage eine Ortschaftsverfassung eingeführt. Schlechtnau hat einen Ortschaftsrat mit sechs Mitgliedern. Ortsvorsteher ist Sven Behringer.

### Wappen
Blasonierung: „In gespaltenem Schild vorn das österreichische Wappen, hinten ein blauer Wellenbalken.“
Das Wappen wurde vom Generallandesarchiv Karlsruhe entworfen und von der Gemeinde 1902 angenommen.

## Kultur und Sehenswürdigkeiten

### Bauwerke

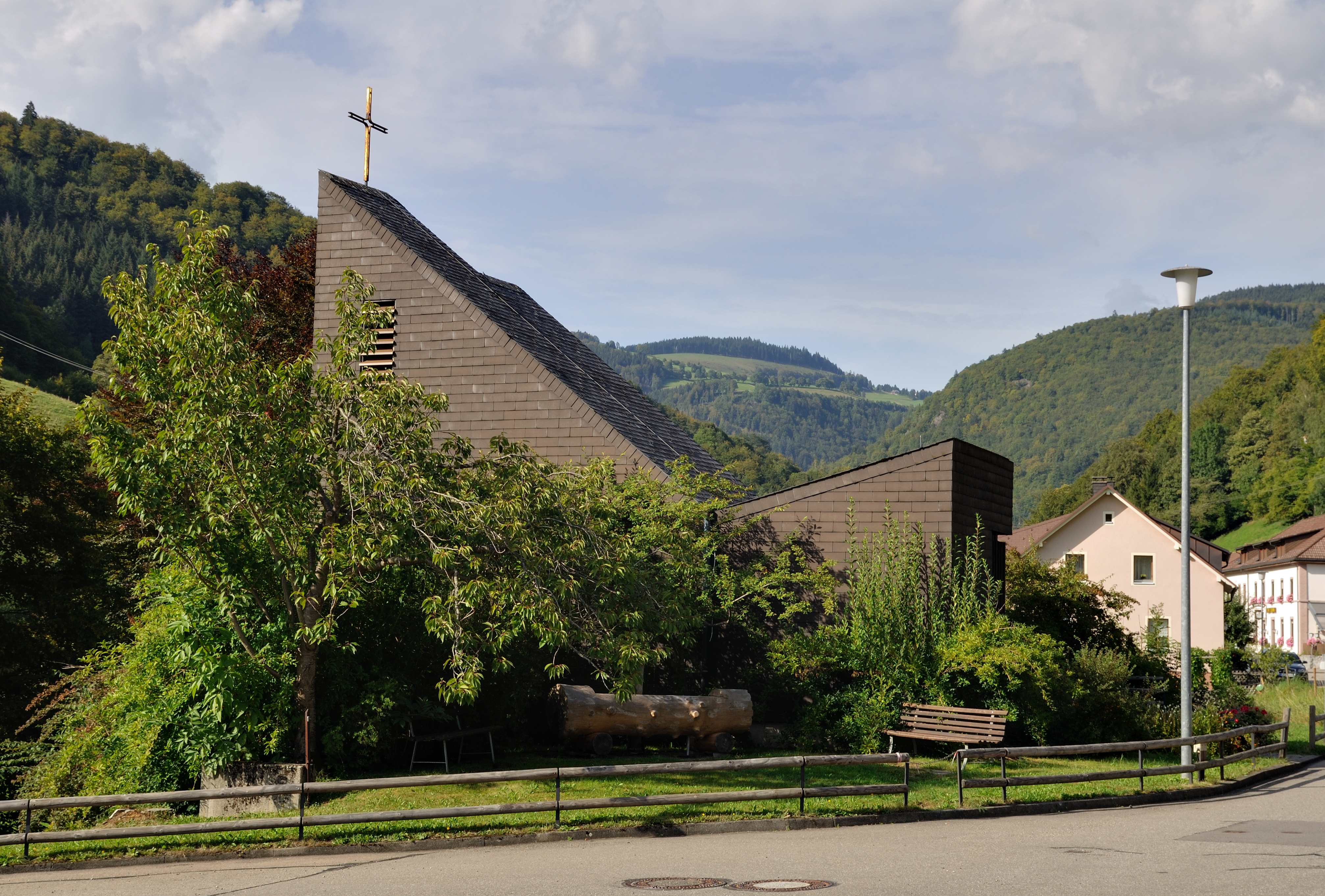
Katholische Filialkirche Maria Königin in Todtnau-Schlechtnau.

Die ehemalige St.-Marien-Kapelle wurde 1750 erbaut. Renovierungen erfolgten 1865 und 1926. Nach dem Bau der katholischen Filialkirche Maria Königin 1972/73 wurde die Kapelle nicht mehr für Gottesdienste genutzt. Die Kapelle besteht aus einem Langhaus mit einem polygonalen Chor im Norden. Auf dem abgewalmten Dach befindet sich ein sechseckiger Dachreiter mit einem Zwiebelabschluss. Die Kapelle steht unter Denkmalschutz. Etwa 200 Meter nördlich der Kapelle steht die katholischen Filialkirche Maria Königin.

### Vereine
Die Fasnachtsgesellschaft Schlechtnau mit der Dichelbohrer-Zunft organisiert die Fasnacht im Ort.

## Wirtschaft und Infrastruktur

### Unternehmen
Seit 2009 hat die Schlüter Automation und Sensorik GmbH ihr Domizil in Schlechtnau. Außerdem befindet sich die Easyway Automation GmbH im Ort.

### Öffentliche Einrichtungen
Am südlichen Ortsende der Ortschaft steht die zentrale Kläranlage der Stadt Todtnau. Lediglich die Abwässer aus Präg, Herrenschwand und Geschwend werden in die Schönauer Verbandskläranlage in Wembach geleitet, da diese sonst talaufwärts gepumpt werden müssten. Die Kapazität der Anlage soll gemäß Beschluss vom Sommer 2020 ausgebaut und durch ein Regenrückhaltebecken ergänzt werden.
2022 erhielt die Stadt eine Förderzusage des Landes für das Regenrückhaltebecken mit einem Fassungsvermögen von 375 Kubikmetern, dessen Baubeginn 2023 erfolgen soll.
Der Ort hat einen städtischen Kindergarten mit zwei Gruppen.

### Verkehr
Durch den Ort verläuft die Bundesstraße 317, die Weil am Rhein mit Titisee-Neustadt verbindet.
Auf Gemeindegebiet befindet sich eine Haltestelle der Regionalbuslinie 7300 (Basel-Titisee) der SBG Südbadenbus GmbH. Bis 1967 hatte der Ort eine Bahnstation der dann stillgelegten Bahnstrecke Zell im Wiesental–Todtnau. Seit der Stilllegung ist die Bahntrasse als Teil des Wiesental Radwegs umfunktioniert worden.